# This Time (альбом Мелани Си)
This Time (с англ. — «В этот раз») — четвёртый студийный альбом британской певицы Мелани Си, вышел 30 марта 2007 года в Германии, Австрии и Швейцарии. 2 апреля 2007 года был выпущен в Великобритании и некоторых других европейских странах. Альбом также был выпущен в России 28 июня 2007 года и в Канаде 8 апреля 2008 года. В поддержку альбома было выпущено 5 синглов: «I Want Candy», «The Moment You Believe», «Carolyna», «This Time» и «Understand».

## Обзор
This Time был записан в период второй половины 2006 — начала 2007 и выпущен на лейбле "Red Girl Records", принадлежащем Мелани Си. «What If I Stay» и «Don’t Let Me Go» — это кавер-версии песен, которые первоначально были записаны Джилл Джексон для её дебютного альбома.
Альбом This Time стал первым серьёзным провалом Мелани в Великобритании, где было продано менее 20 тысяч экземпляров, а сама пластинка дошла лишь до 57-й строчки. Успех альбома в Европе также можно назвать не более, чем скромным: более-менее популярным он стал в Германии, где добрался до 15-й позиции, и в Швейцарии, где был сертифицирован золотым.
Спустя год после выпуска альбома в Европе, компания EMI, ранее разорвавшая контракт с певицей, занялась продвижением This Time на музыкальном рынке Канады. Альбом появился на прилавках канадских магазинов в начале апреля 2008 года, а в мае прошло концертное турне, охватывавшее крупные канадские города. Но, несмотря на всю проведенную рекламную кампанию, альбом ждал грандиозный провал в хит-парадах продаж, где он не смог пробиться даже в первую сотню.
На данный момент, по разным оценкам, продажи альбома This Time составляют около 200 тысяч экземпляров.
| Оценки критиков         | Оценки критиков |
| Источник                | Оценка          |
| ----------------------- | --------------- |
| Allmusic                | [ 1 ]           |
| Music OMH               | [ 2 ]           |
| The Times               | [ 3 ]           |
| Manchester Evening News | [ 4 ]           |
| MusicMeter.nl           | [ 5 ]           |

-

## Список композиций
| №                   | Название                              | Автор(ы)                                    | Продюсеры                   | Длительность |
| ------------------- | ------------------------------------- | ------------------------------------------- | --------------------------- | ------------ |
| 1.                  | «Understand»                          | Melanie Chisholm, Adam Argyle               | Steve Mac                   | 3:43         |
| 2.                  | «What If I Stay»                      | Argyle, Jill Jackson                        | Stephen Hague               | 3:17         |
| 3.                  | «Protected»                           | Chisholm, Guy Chambers, Cathy Dennis        | Guy Chambers, Richard Flack | 4:37         |
| 4.                  | «This Time»                           | Argyle                                      | Joel Edwards, Robin Barter  | 3:32         |
| 5.                  | «Carolyna»                            | Chisholm, Paul Gendler, Steve Mac           | Steve Mac                   | 3:21         |
| 6.                  | «Forever Again»                       | Adam Argyle, Kevin D Hughes & Lee Graves    | Stephen Hague               | 3:44         |
| 7.                  | «Your Mistake»                        | Chisholm, Argyle                            | Greg Hatwell, Marc Lane     | 3:55         |
| 8.                  | «The Moment You Believe»              | Chisholm, Peter-John Vettese                | Peter-John Vettese          | 3:55         |
| 9.                  | «Don't Let Me Go» (feat. Adam Argyle) | Argyle, Jackson                             | Stephen Hague               | 3:57         |
| 10.                 | «Immune»                              | Pete Woodroffe, Charlie Grant, James Bourne | Stephen Hague               | 4:47         |
| 11.                 | «May Your Heart»                      | Chisholm, Gary Clark                        | Stephen Hague, Gary Clark   | 4:04         |
| 12.                 | «Out of Time»                         | Chisholm, Phil Thornalley, Dave Munday      | Phil Thornalley             | 3:47         |
| Общая длительность: | Общая длительность:                   | Общая длительность:                         | Общая длительность:         | 49:43        |

| №   | Название       | Автор(ы)                                                      | Продюсеры     | Длительность |
| --- | -------------- | ------------------------------------------------------------- | ------------- | ------------ |
| 13. | «I Want Candy» | Richard Gottehrer, Bert Russel, Bob Feidman, Gerald Goldstein | Stephen Hague | 3:24         |

| №   | Название  | Автор(ы)          | Продюсеры    | Длительность |
| --- | --------- | ----------------- | ------------ | ------------ |
| 13. | «Fragile» | Chisholm, Hatwell | Greg Hatwell | 4:05         |

| №   | Название               | Автор(ы)                   | Продюсеры     | Длительность |
| --- | ---------------------- | -------------------------- | ------------- | ------------ |
| 13. | «First Day of My Life» | Chambers, Enrique Iglesias | Richard Flack | 3:24         |

## B-sides
| Название                   | Сингл                                                       | Автор(ы)                               | Продюсер(ы)   | Длительность |
| -------------------------- | ----------------------------------------------------------- | -------------------------------------- | ------------- | ------------ |
| «Fragile»                  | The Moment You Believe and Carolyna — UK DVD                | Melanie Chisholm, Greg Hatwell         | Greg Hatwell  | 4:05         |
| «Already Gone»             | I Want Candy — UK 7"                                        | Chisholm, Phil Thornalley, Dave Munday | Stephen Hague | 4:12         |
| «First Day of My Life»     | Carolyna — UK CD (released as single in 2005 — Europe Only) | Enrique Iglesias, Guy Chambers         | Richard Flack | 4:04         |
| «We Love to Entertain You» | This Time — UK CD                                           | Chisholm, Hatwell                      | Greg Hatwell  | 3:34         |

## Даты выхода альбома
| Страна         | Дата            |
| -------------- | --------------- |
| Германия       | март 30, 2007   |
| Великобритания | апрель 2, 2007  |
| Европа         | апрель 2007     |
| Канада         | апрель 8, 2008  |
| Бразилия       | ноябрь 2, 2009  |
| Аргентина      | декабрь 1, 2011 |

## Чарты
| Chart (2007)                      | Peak position |
| --------------------------------- | ------------- |
| Австрия (Ö3 Austria)              | 26            |
| Бельгия/Фландрия (Ultratop)       | 92            |
| Германия (Offizielle Top 100)     | 15            |
| Италия (Classifica album)         | 77            |
| Португалия (AFP)                  | 21            |
| Шотландия (Scottish Albums Chart) | 66            |
| Швеция (Sverigetopplistan)        | 48            |
| Швейцария (Schweizer Hitparade)   | 8             |
| Великобритания (UK Albums Chart)  | 57            |

«—» означает, что альбом был выпущен, но не попал в хит-парад.

## Сертификация
| Регион                                                      | Сертификация | Продажи |
| ----------------------------------------------------------- | ------------ | ------- |
| Швейцария (IFPI Switzerland)                                | Золотой      | 20 000^ |
| ^ Данные о тиражах приведены только на основе сертификации. |              |         |